# リバタリアン党 (アメリカ合衆国)
リバタリアン党（リバタリアンとう、英語: Libertarian Party）は、リバタリアニズム（右派）を奉じるアメリカ合衆国の政党である。
1971年、ノーラン・チャートで有名なデイヴィッド・ノーランによって結成。初期には無政府資本主義の創始者として有名なマレー・ロスバードらも参加した。自由主義者党、自由党などとも訳される。中国語では「自由意志党」の名称で届出をしている。

## 理念
自己決定権を尊重する気風の強いアメリカにおいて、自己決定権擁護の最右翼を自認する。ただし政府の完全な廃止を首尾一貫して追求する純正リバタリアン（Libertarian Purists）だけではなく、部分的に方向性を共有するに過ぎない最小国家主義者や古典的自由主義者、保守主義者なども在籍している。ただし、2008年大統領選の指名候補争いにも立候補した無政府資本主義者のメアリー・ルワートは「原理を支持する人々の明らかな勝利にもかかわらず、数十年の間に、党は徐々にその理念から離れている」と警告した。
無政府資本主義の創始者として有名なマレー・ロスバードも1980年代後半までリバタリアン党で活動しており、1984年大統領選挙のリバタリアン党指名候補で無政府資本主義者のデヴィッド・バーグランドは「インディアナポリスでの2002年党大会において、私はその党の初期からの物語について詳しく話すために古参党員の一人として参加し、新参者たちに若干の組織の歴史を伝えた。プレゼンテーションの間に、私はもはや我々の側に居ないある人に感謝を捧げることにした。私はその場に居た若いリバタリアンに、リバタリアン党とリバタリアン運動へのマレー・ロスバードの貢献の深く永続的な影響を広げることが出来たことを嬉しく思う。彼は後世に伝えられるだろう」と述べている。
党の中心的な理念としてロック的所有権理論を採用する。これは、すべての個人に自身の身体を所有する権利があること、すべての個人は他人よりも先行して自身の身体を使用できることを確認した上で、「労働を混ぜ合わせる」ことにより、自然の状態から取り除いた物質的な資源を自身の財産として所有できるとする理論である。そして、いかなる個人もその他の個人の身体や正当に所有された物質的な財産に暴力を開始してはならないとする不可侵原則を置く。

## 政策
1972年の綱領では政府による徴税は窃盗であり財産所有権の侵害であるとして一切認めていない。2016年の綱領では全ての徴税を否定する文言はないが、収入税とIRSの廃止を謳っている。軍隊への徴兵も認めない。税金で賄われる補助金や助成金の類も一切認めない。あらゆる武器や弾薬の製造、販売、所有の規制も認めない。犯罪と呼ぶことが出来るのはその他の人の権利所有権を侵害する行動だけであるとして、麻薬の生産、販売、所持、使用、最低年齢規制を含む一切のアルコールやタバコの摂取や販売、賭博、ポルノグラフィ、同性愛、児童性愛、近親相姦、猥褻な行為、淫らな言動、差別的言動、下品な行為、一夫多妻、乱交、自殺などの規制は一切認めない。
恣意的で主観的な線引きにより人間の自由意志と自己所有の権利を否定すること、そして本人の意思に反して保護を強制することは自己所有権の侵害であり、容認し得ない奴隷制であるとして、児童買春、児童ポルノやその他の児童労働の規制などの一切の子供の権利制限を認めない。子供を特別扱いする法律や少年裁判所を認めず、子供にも彼らの行動の結果に対する完全な責任を認める。
税金で賄われた公立学校、公立大学は認めない。物質的財産の所有権を超えたプライバシー権、人格権、知的財産権などの権利は認めない。中央銀行は認めない。政府による道路、警察、司法、軍隊の独占も一切認めない。公的年金制度は認めない。国民皆保険などの社会保障制度も一切認めない。免許制度などによる業務の独占も一切認めない。最低賃金やその他の労働条件の規制も認めない。積極的差別是正措置は認めない。強姦罪などの女性を特別扱いする法律は廃止し、単に身体暴行罪を適用すべきとする。
アメリカで左右対立の争点となる妊娠中絶について、2016年の綱領ではプロ・チョイス（中絶の是非は本人に委ねる立場）に近い立場が示されているが、胎児を権利主体たる人間とみなしプロ・ライフ（胎児の生命を守る立場）を掲げる勢力もある。

## 政治家
創設者のノーラン自身が支持していた1964年大統領選の共和党指名候補バリー・ゴールドウォーターが祖とみなされることもあり、ともに小さな政府を志向する共和党と支持層が重複するとされる。ロン・ポールやボブ・バー、ゲーリー・ジョンソンなど、政治家が両党間を行き来することもしばしばある。
一方で、テロとの戦いや麻薬取り締まりなどについて共和党の主流と政策が相反し、民主党左派のマイク・グラベルがリバタリアン党の大統領候補者指名党大会で一定の代議員票を得るようなこともある。
現在の党委員長は、アンジェラ・マカドル。

## 党勢
アメリカでは二大政党が政治家のポストをほぼ占めているが、それに続く規模の政党の一つである。

### 選挙

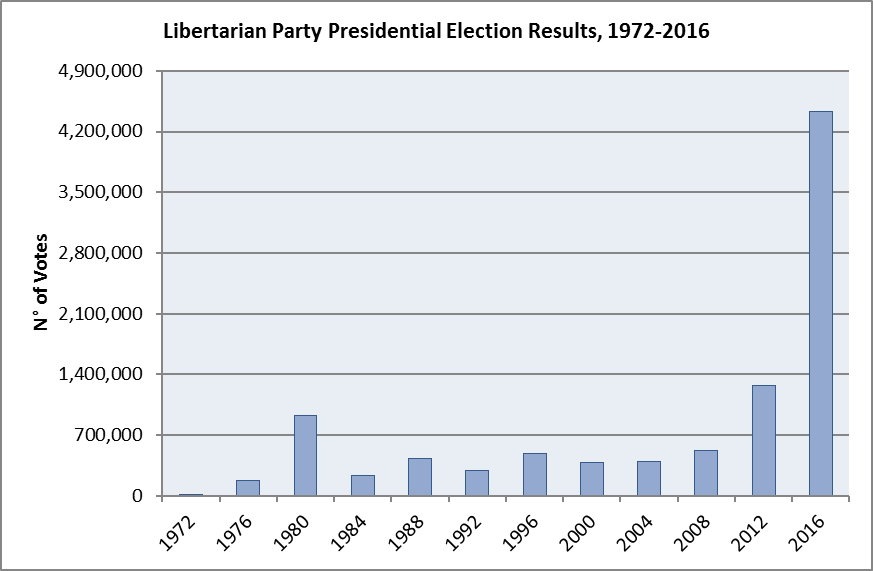
大統領選挙一般投票得票数

大統領選挙一般投票での最大得票率は2016年大統領選での3.28%、最大得票数も2016年大統領選の489万票である。従来の大統領選では、1980年と2012年を除き、得票率は概ね0.5%以下に留まっている。選挙人を獲得したことはない。全50州とDCで大統領選に参入できたのは1980年、1992年、1996年、2016年、2020年である。2000年はアリゾナ州（英語版選挙詳細）で全国指名候補のハリー・ブラウンと異なるリバタリアン党候補のL・ニール・スミスが出馬し、総計では全50州とDCで参入している。
連邦議会選挙や州知事選挙での当選例もないが、州議会選挙や自治体議会選挙では僅かながら当選者がいる。
また、共和党からの移籍者により、連邦議会代議院（下院）に1議席を有している。ミシガン州第3区選出のジャスティン・アマッシュは、2019年7月4日に共和党からの離党を表明し、無所属となった。アマッシュは2020年4月28日、リバタリアン党に入党した。しかし、アマッシュは2020年アメリカ合衆国下院選挙への不出馬を表明した。リバタリアン党は後継候補を立てず、戦わずして議席を失うことになった（共和党のピーター・マイヤーが当選）。

#### 1972年大統領選
結党間もない1972年大統領選には、大統領候補ジョン・ホスパーズと副大統領候補セオドーラ・N・ネイサンのコンビで出馬した。
全米での得票は3,674票に留まったものの、共和党から選出された選挙人の1人が選挙人団投票で造反し、リバタリアン党に票を投じた。これはリバタリアン党唯一の得票でもある同時に、女性が得た初の選挙人団投票でもあった。

#### 2016年大統領選
2016年大統領選に際しては、2012年大統領選挙に続き元ニューメキシコ州知事のゲーリー・E・ジョンソンが大統領候補に指名され、元マサチューセッツ州知事のウィリアム・ウェルドが副大統領候補に指名された。両者ともかつては共和党に所属しており、特にウェルドは指名を得る直前まで共和党員だった。
2016年11月8日の一般投票では二大政党候補のドナルド・トランプとヒラリー・クリントンから引き離され3位となった。リバタリアン党の選挙人獲得はなかったものの投票数では489万票（得票率3.28%）を得て、歴代リバタリアン党候補が獲得した票数および得票率の中で最多票となった。また選挙人投票では、トランプの獲得した選挙人から、リバタリアン党に復帰していたロン・ポールに大統領選挙票が1票投じられた。

#### 2020年大統領選
2020年大統領選では、ジョー・ジョーゲンセンを大統領候補に、スパイク・コーエンを副大統領候補に指名。
投票の結果、180万票以上を獲得、得票率約1.2％の結果となった。これに対して、共和党支持層の一部がリバタリアン党へ流れたため票割れが起こり、結果的に民主党の勝利につながったと指摘するメディアがある。また、共和党、民主党双方の支持者から、票割れの原因として非難される原因となった。